# أوضاع جراحية

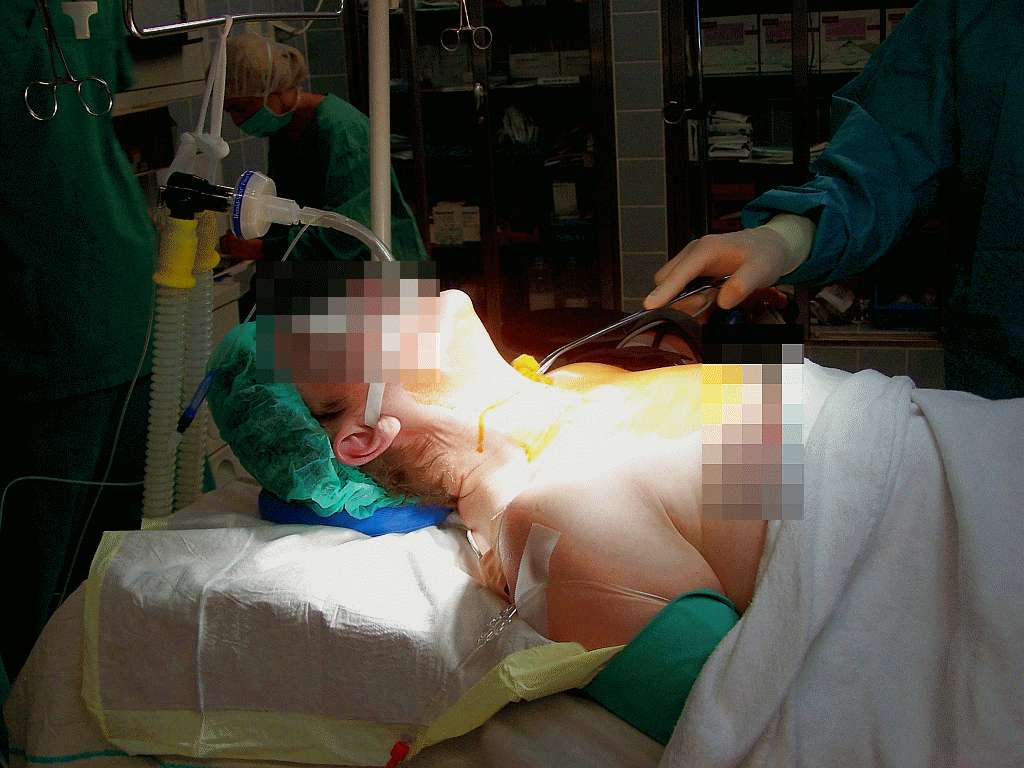

تحديد الوضعية الجراحية عبارة عن وضع المريض في وضع جسماني معين أثناء إجراء العملية الجراحية. ويكمن الهدف من اختيار وتعديل الوضعية الجراحية المخصصة هو الحفاظ على سلامة المريض مع السماح بالوصول إلى الموقع الجراحي. وفي أغلب الأوقات يتوجب جلوس المريض في وضعية غير مريحة للوصول إلى الموقع الجراحي.
يحدث تحديد الوضعية بطريقة طبيعية بعد عملية التخدير.
بالإضافة إلى الاعتبارات التي تتعلق بمكان الموقع الجراحي، فإن اختيار الوضعية الجراحية يحدث بعد الأخذ بعين الاعتبار العوامل الجسمانية والوظيفية وثيقة الصلة لمنع إجهاد المريض، مثل ارتصاف الجسم والدوران والعوائق التنفسية والجهاز العضلي. كما يجب أيضًا مراعاة الصفات الجسمانية للمريض والتي تشمل الحجم والعمر والوزن والحالة الجسمانية وكذلك الأرجية (الحساسية). ويؤثر أيضًا نوع التخدير المستخدم على القرار.

## العوامل المؤثرة على الاختيار
يعد الضغط قوة موضوعة على جسم المريض. وهذه القوى يمكن أن تنشأ عن العملية الجراحية نفسها والأدوات والمثاقيب والجاذبية والمُرْتَكَزات والعِصابَات. ويوجد ترابط عكسي بين الوقت وشدة الضغط. فكلما طالت مدة الضغط، قلت قدرة الجسم على تحمل الضغط. ومن ناحية أخرى يستطيع الجسم تحمل مقدار كبير من الضغط لفترات قصيرة من الوقت. ويتوقف مقدار الضغط على الأنسجة بناءً على مساحة منطقة التماس: كلما تقلصت نقطة الضغط زاد تأثير الضغط على النسيج. ويمكن أن يسبب وضع الأدوات أضرارًا للجسم في حالة ما إذ لم يتم تخفيف الضغط بصورة دورية.
ويجب أيضًا مراعاة الصحة العامة للمريض. ويمكن أن تؤثر الاضطرابات التنفسية والدورانية وضغط الدم ووزن المريض وعمره الكبير ودرجة حرارة جسمه على تحمله للضغط. وهناك قوى أخرى يمكن أن تسبب أضرارًا للجسم ألا وهي طي النسيج والتي تسمى القص والاحتكاك الناتج عن حك النسيج بالنسيج ورطوبة الجلد التي يمكن أن تجعله عرضة لقوى وعوامل أخرى والتي تسمى التَعْطين.

## تغيير الأوضاع
في حالة تثبيت المريض، فإن تغيير وضعية المريض بصفة دورية يمكن أن يكون أمرًا ضروريًا لتحفيز دوران الدم لمنع تجمعه وتخفيف الضغط على الأنسجة. ويتوجب عدم إخضاع المريض في وضعية غير طبيعية لفترات زمنية طويلة. وبعد عملية التخدير، تكون قدرة المريض على الاستجابة مع الحركات قد تسبب ضررًا في المفاصل ومجموعات العضلات. لذلك يجب إجراء الاعتبارات اللازمة لتجنب إصابة مجموعة العضلات بالضرر، على سبيل المثال تحريك كلتا القدمين في وقت واحد.

## المخاطر التي تتعرض لها الأطراف
تحدث الإصابات العصبية الأكثر شيوعًا في الأطراف العلوية والسفلية أثناء العمليات الجراحية. حيث تحدث الإصابات العصبية للذراع أو الكتف نتيجة للتنميل والنحز وتقليل الاستخدام الحسي أو العضلي للذراع أو الرسغ أو اليد. ويمكن أن نتجنب هذه المشكلة عن طريق توفير مساند اليد والأرجل في غرف العمليات. كما يعد الضغط الواقع على المريض إثر ثني أو لي ذراعه أو قدمه من قبل الفريق الجراحي أحد أسباب التعرض للضرر العضلي للأطراف. ونستطيع حماية المريض من تلك المخاطر عن طريق استخدام حامل الذراع. ويمكن أن يسبب فصل عظم القص أثناء إجراءات فحص القلب ضغط الضلع الأول على أعصاب الكتف. ومن المعروف أيضا أن وضعية بَضْعِ المَثانَة تسبب ضغطًا على الأطراف السفلية.

## الأوضاع
وضعية الاسْتِلْقاءأشهر الأوضاع الجراحية. يستلقي المريض بظهره المسطح على سرير غرفة العمليات.
وضعية ترندلنبرغيشبه وضع الاستلقاء ولكن يكون الجذع العلوي منخفضًا.
وضع ترندلنبرغ المقلوبةيشبه وضع الاستلقاء ولكن يكون الجذع العلوي مرفوعًا والقدمان منخفضتان.
وضع الطاولة المكسورة: المستخدم في جراحة كسر الورك. يكون الجذع العلوي في وضع الاستلقاء مع رفع الرجل غير المتأثرة. بينما تكون الرجل المتأثرة ممدودة بدون دعامة سفلية. يتم ربط الرجل عند الكاحل وتوجد حشوه في الأُرْبِيَّة للحفاظ على ضغط الرجل والورك.
وَضْعِيَّةُ بَضْعِ المَثانَةالمستخدمة في الإجراءات المتعلقة بطب النساء والأجزاء الشرجية والجهاز البولي. يكون الجذع العلوي في وضعية الاستلقاء وتكون القدمان مرفوعتين ومثبتتين واليدان ممدودتين.
وَضْعِيَّةُ فاولَرتبدأ والمريض في وضعية الاستلقاء. يكون الجذع العلوي مرفوعًا قليلاً بزاوية 90 درجة.
وضعية نصف فاولريكون الجذع السفلي في وضعية الاستلقاء والجذع العلوي محنيًا بزاوية 85 درجة. وتكون رأس المريض مثبتة بمسند.
وَضْعِيَّةُ الآنْكِبابيستلقي المريض في السرير على معدته. ويمكن أن ترفع البطن عن السرير.
وضعية المُوْسَى الكبَّاسة: وتسمى أيضا بوضعية كراسك. وتكون بطن المريض مواجهة للسرير. ويكون السرير مقصوصًا بحيث يكون الورك مرفوعًا والقدمان والرأس منخفضتين.
وَضْعِيَّةُ التَّجْبِيَّة: وتشبه وضعية المُوْسَى الكبَّاسة ما عدا القدمين حيث تكون محنية مكونة زاوية 90 درجة مع الركبة.
الوضعية الجانبية: وتسمى أيضًا وضعية الاستلقاء الجانبي، وتشبه وضعية المُوْسَى الكبَّاسة غير أن المريض يكون مستلقيًا على جانبه. وهناك أوضاع مشابهة مثل وضعية الصدر الجانبي ووضعية الكلي الجانبية.
وضعية الكلى: تشبه كثيرًا الوضعية الجانبية غير أن بطن المريض توضع على الناحية الشمالية لطاولة العمليات والتي تجعل الجسم محنيًا للوصول إلى الحَيِّز خَلْفَ الصِّفاق. ويتم وضع مسند الكلى أسفل الجانب الأيسر للمريض.
وَضْعِيَّةُ سيمزوتختلف عن الوضعية الجانبية اليسرى. وغالبًا ما يكون المريض مستيقظًا ويساعد في تحديد هذه الوضعية. يدور المريض بجانبه إلى الناحية اليسرى. ويحافظ على استقامة رجله اليسرى، ويُزلِّق وركه الأيسر للخلف ويحني رجله اليمنى. وتسمح هذه الوضعية بالوصول إلى الشرج.